# Gosford Park
Gosford Park är en brittisk-amerikansk-tysk-italiensk film från 2001 i regi av Robert Altman.
Filmen belönades med en Oscar för bästa originalmanus och var nominerad till ytterligare sex Oscarspriser. Den hade svensk premiär den 6 september 2002.

## Handling
Året är 1932 och en rad engelsmän från överklassen och deras betjänter tar in på godset Gosford Park för en helg med fasanjakt under ledning av godset herre, William McCordle. Alla drar dock inte jämnt i sällskapet och innan sammankomsten är över har det skett ett mord.

## Rollista i urval

### Herrskap
- Maggie Smith – Constance Trentham
- Michael Gambon – William McCordle
- Kristin Scott Thomas – Sylvia McCordle
- Camilla Rutherford – Isobel McCordle
- Charles Dance – Raymond Stockbridge
- Geraldine Somerville – Louisa Stockbridge
- Tom Hollander – Anthony Meredith
- Natasha Wightman – Lavinia Meredith
- James Wilby – Freddie Nesbitt
- Laurence Fox – Ruperth Standish
- Trent Ford – Jeremy Blond

### Tjänstefolk
- Kelly Macdonald – Mary Maceachran
- Clive Owen – Robert Parks
- Helen Mirren – fru Wilson
- Eileen Atkins – fru Croft
- Emily Watson – Elsie
- Alan Bates – Jennings
- Derek Jacobi — Probert
- Richard E. Grant – George

### Besökare
- Jeremy Northam – Ivor Novello
- Bob Balaban – Morris Weissman
- Ryan Phillippe – Henry Denton
- Stephen Fry – kommissarie Thompson
- Ron Webster – konstapel Dexter

## DVD
I Sverige gavs filmen ut på DVD 2003. 